# 시라카와정
시라카와정(일본어: 白川町)은 일본 기후현 가모군의 정이다. 도노 노송나무와 시라카와 차, 맥반석을 생산하는 곳으로 알려져 있다.

## 지리
기후현 남부에 위치하고 바로 북쪽에는 옛 미노국과 옛 히다국의 경계가 있다. 나카쓰가와시와의 경계에는 후타쓰모리산(높이 1,223m)이, 히가시시라카와촌과 나카쓰가와시 사이에는 오조산(높이 1,133m)이 우뚝 서있다. 이 지역은 산간부에 해당하기 때문에 내륙성 기후이고 연평균 기온이 약 12°C, 연 강수량이 2,250mm 정도이다. 정 면적의 90%를 산림이 차지하고 고도 차이가 심해 거주에 적절한 땅은 강가에 극히 적게 있다. 정 서부에는 북쪽부터 흐르는 히다강이 있고 동쪽에서 흐르는 사미강, 시라강, 구로카와강, 아카가와강 등과 합류해 남서쪽으로 흐른다. 시가지는 히다강과 시라강이 합류하는 부근의 시라강변 좁은 땅에 입지한다.

## 역사
- 1889년 - 정촌제 시행으로 기후현 가모군 니시시라카와촌, 사카노히가시촌, 소하라촌, 구로카와촌, 사미촌이 탄생하였다.
- 1953년 - 니시시라카와촌이 단독으로 정으로 승격해 시라카와정이 되었다.
- 1954년 - 시라카와정이 사카노히가시촌과 합병해 시라카와정이 되었다.
- 1956년 - 시라카와정이 구로카와촌, 사미촌, 소하라촌을 합병해 시라카와정이 되었다.

## 교통

### 철도
- 도카이 여객철도 다카야마 본선

### 도로
- 국도 41호선
- 국도 256호선